# Saint-Thibault-des-Vignes
Saint-Thibault-des-Vignes è un comune francese di 6 414 abitanti situato nel dipartimento di Senna e Marna nella regione dell'Île-de-France. Il patrono della città è San Teobaldo.

## Società

### Evoluzione demografica
Abitanti censiti

## Amministrazione

### Gemellaggi
- Badia Polesine

## Rapporti con Badia Polesine
- A Badia Polesine, città gemellata con Saint Thibault des Vignes, nel parco pubblico è stata dedicata una collinetta al paese francese. La collina si chiama adesso "Colline de Saint Thibault".
- Badia Polesine e Saint Thibault des Vignes hanno lo stesso patrono (San Teobaldo di Provins) le cui spoglie si trovano nella chiesa arcipretale "San Giovanni Battista" di Badia Polesine
- Tra il 2008 e il 2009 sono stati organizzati incontri tra gli studenti di Saint-Thibault-des-Vignes e gli studenti di Badia Polesine.